# Thalhausen
Thalhausen település Németországban, Rajna-vidék-Pfalz tartományban. Lakosainak száma 774 fő (2023. december 31.).

## Népesség
A település népességének változása:
| Lakosok száma | 498  | 719  | 726  | 777  | 778  | 774  |
|               | 1975 | 2017 | 2019 | 2021 | 2022 | 2023 |